# Scheepmakers kroonduif
De Scheepmakers kroonduif of roodborst kroonduif (Goura scheepmakeri) is een duif uit het geslacht Goura. Het is een endemische vogelsoort uit Nieuw-Guinea.

## Kenmerken
De Scheepmakers kroonduif is gemiddeld de grootste van de drie soorten kroonduiven, hij is 75 cm lang en weegt 2,25 kg. Net als bij de andere kroonduiven is het verenkleed blauwachtig grijs met een grote kuif die lijkt op kant. De buik is kastanjebruin van kleur. Hij lijkt sterk op de waaierduif maar bij de waaierduif heeft de kuif lichte randen die bij de Scheepmakers kroonduif ontbreken. De drie soorten kroonduiven komen ieder afzonderlijk in verschillende gebieden in en rond Nieuw-Guinea voor. In de overlapgebieden hybridiseren de kroonduiven.

## Naamgeving
Deze kroonduif werd in 1876 door Otto Finsch beschreven nadat hij hem in Artis had ontdekt. Hij vernoemde de vogel naar de handelaar in dieren C. Scheepmaker uit Soerabaja (Nederlands-Indië).

## Voorkomen en leefgebied
De kroonduif komt voor op het zuidelijk deel van het vasteland van Nieuw-Guinea van de Etnabaai op de grens van West-Papoea (Indonesië) tot aan Orangeriebaai in de provincie Central in het zuidoosten van Papoea-Nieuw-Guinea.
De habitat bestaat uit ongeschonden bos, vaak in riviervlakten of in heuvelland tot op een hoogte van 500 m boven de zeespiegel. De vogel is een gewild jachtobject, vooral als bushmeat door zijn formaat. In de buurt van steden en dorpen is deze kroonduif praktisch uitgeroeid, maar in bosgebieden die alleen na meerdaagse tochten te bereiken zijn, komt de Scheepmakers kroonduif nog frequent in het wild voor.
De soort bestond lange tijd uit twee ondersoorten:
- G. s. sclaterii: zuidelijk Nieuw-Guinea (Sclaters kroonduif, inmiddels afgesplitst als aparte soort)
- G. s. scheepmakeri: zuidoostelijk Nieuw-Guinea.

## Bedreiging
Bedreigingen voor de soort vormen houtkap en het openleggen van bosgebieden met wegen ten behoeve van de exploitatie van hout, aardolie en mineralen, waardoor afgelegen gebieden gemakkelijker toegankelijk worden voor stropers. De Scheepmakers kroonduif staat als kwetsbaar op de Rode Lijst van de IUCN en valt onder het  de overeenkomst inzake de internationale handel in bedreigde soorten wilde dieren en planten.